# Copa de España juvenil de fútbol sala
El Campeonato de España juvenil de fútbol sala es una de las mayores y más importantes competiciones de clubes que se disputa en España, en categoría de juveniles. Al principio se le llamaba Copa de España, ahora es conocido como Campeonato de España. En él participan en una fase previa los dos primeros equipos de cada grupo de la División de Honor juvenil de fútbol sala y una fase final los 8 equipos que hayan pasado. A partir de la temporada 2021-22 se empezó a diferenciar Copa de España Juvenil de fútbol sala (en su primer año Copa RFEF) y Campeonato de España Juvenil de fútbol sala. La Copa de España está tutelada por el Comité Nacional de Fútbol Sala (CNFS), órgano para este deporte de la Real Federación Española de Fútbol (RFEF).

## Sistema de competición
La Copa de España celebró su primera edición en la temporada 2003-04 y desde entonces se han venido disputando Copas de España en cada temporada. En estos años, el sistema de competición ha variado, dependiendo -entre otros motivos- del número de equipos participantes, que en las primeras siete ediciones era de doce equipos, mientras que en la octava fueron diez. De hecho, en las primeras temporadas competían algunos clubes representantes de comunidades autónomas que actualmente no tienen grupo en la fase de Liga Nacional.
Así, las cinco primeras ediciones mostraron una Copa de España en la que todos los equipos clasificados para ella, se concentraron y compitieron en una única sede -como sucede con la Copa de España en categoría senior-, primero divididos en grupos, de los que salían los cuatro clasificados para disputar las semifinales a partido único y de ahí, la final, también a un solo partido. Sin embargo, desde la edición de la temporada 2008-2009, el sistema es el de final four o final a cuatro, a la que acceden los cuatro equipos que logren superar una o dos eliminatorias previas (depende del número de participantes) a partido único.

## Historial
| Temporada | Sede                                      | Campeón                                   | Subcampeón                                | Resultado                                 |                                           |                                           |
| 2003-04   | Las Rozas de Madrid                       | Foticos Zaragoza                          | URJC Móstoles                             | 6-1                                       |                                           |                                           |
| 2004-05   | Cádiz                                     | Marfil Santa Coloma                       | Corazonistas - Boomerang                  | 2-1                                       |                                           |                                           |
| 2005-06   | Vivero                                    | Aljucer ElPozo                            | CD Géminis                                | 0-0 (pen)                                 |                                           |                                           |
| 2006-07   | Valladolid                                | UD Boadilla Las Rozas                     | Aljucer ElPozo                            | 7-0                                       |                                           |                                           |
| 2007-08   | San Fernando                              | UD Boadilla Las Rozas                     | Aljucer ElPozo                            | 4-1                                       |                                           |                                           |
| 2008-09   | Melilla                                   | UD Boadilla Las Rozas                     | Aljucer ElPozo                            | 6-3                                       |                                           |                                           |
| 2009-10   | Murcia                                    | Aljucer ElPozo                            | UD Boadilla Las Rozas                     | 7-4                                       |                                           |                                           |
| 2010-11   | Las Rozas de Madrid                       | Aljucer ElPozo                            | Autos Lobelle de Santiago                 | 7-4                                       |                                           |                                           |
| 2011-12   | Barcelona                                 | FC Barcelona Alusport                     | UD Boadilla Las Rozas                     | 8-5                                       |                                           |                                           |
| 2012-13   | Zaragoza                                  | FC Barcelona Alusport                     | Jerez 1993                                | 2-2 (pen)                                 |                                           |                                           |
| 2013-14   | Pinseque                                  | FC Barcelona Alusport                     | UD Boadilla Las Rozas                     | 8-1                                       |                                           |                                           |
| 2014-15   | Motril                                    | FC Barcelona                              | UD Boadilla Las Rozas                     | 4-1                                       |                                           |                                           |
| 2015-16   | Móstoles                                  | Aljucer ElPozo                            | FC Barcelona Lassa                        | 1-1 (pen)                                 |                                           |                                           |
| 2016-17   | Móstoles                                  | FC Barcelona Lassa                        | Aljucer ElPozo                            | 2-1                                       |                                           |                                           |
| 2017-18   | Las Rozas de Madrid                       | FC Barcelona Lassa                        | Aljucer ElPozo                            | 3-1                                       |                                           |                                           |
| 2018-19   | Las Rozas de Madrid                       | Aljucer ElPozo                            | FC Barcelona Lassa                        | 2-1                                       |                                           |                                           |
| 2019-20   | No se disputó por la Pandemia de Covid-19 | No se disputó por la Pandemia de Covid-19 | No se disputó por la Pandemia de Covid-19 | No se disputó por la Pandemia de Covid-19 | No se disputó por la Pandemia de Covid-19 | No se disputó por la Pandemia de Covid-19 |
| 2020-21   | Torrejón de Ardoz                         | L'Hospitalet Bellsport                    | Inter Movistar                            | 4-3                                       |                                           |                                           |
| 2021-22   | Burela                                    | FC Barcelona                              | Aljucer ElPozo                            | 4-1                                       |                                           |                                           |
| 2022-23   | Valladolid                                | FC Barcelona                              | UD Boadilla Las Rozas                     | 7-2                                       |                                           |                                           |
| 2023-24   | Cartagena                                 | Industrias Santa Coloma                   | Aljucer ElPozo                            | 6-3                                       |                                           |                                           |
| 2024-25   |                                           |                                           |                                           |                                           |                                           |                                           |

## Palmarés
| Equipo                   | Campeón | Subcampeón | Títulos (por año)                                                      |
| FC Barcelona             | 8       | 2          | 2011-12, 2012-13, 2013-14, 2014-15, 2016-17, 2017-18, 2021-22, 2022-23 |
| Aljucer ElPozo           | 5       | 7          | 2005-06, 2009-10, 2010-11, 2015-16, 2018-19                            |
| UD Boadilla Las Rozas    | 3       | 4          | 2006-07, 2007-08, 2008-09                                              |
| Wanapix Zaragoza         | 1       | -          | 2003-04                                                                |
| Industrias Santa Coloma  | 1       | -          | 2004-05                                                                |
| L'Hospitalet Bellsport   | 1       | -          | 2020-21                                                                |
| CD Universidad de Málaga | 1       | -          | 2023-24                                                                |
| Movistar Inter           | -       | 2          |                                                                        |
| URJC Móstoles            | -       | 1          |                                                                        |
| CD Géminis               | -       | 1          |                                                                        |
| Santiago Futsal          | -       | 1          |                                                                        |
| Jerez 1993               | -       | 1          |                                                                        |
| FS Salamanca             | -       | 1          |                                                                        |